# Benjamin Robins
Benjamin Robins (ur. 1707, zm. 29 lipca 1751) – pionier angielskiej nauki, matematyk fizyki newtonowskiej oraz inżynier wojskowy. Laureat Medalu Copleya (1746).
Jest autorem traktatu, który wywarł znaczy wpływ na sztukę artyleryjską, po raz pierwszy wykorzystując w wojskowości nauki Newtona, był jednym z pierwszych entuzjastów gwintowania luf, a jego prace miały istotne znaczenie dla rozwoju artylerii w drugiej połowie XVIII wieku. Po dziś dzień jest bezpośrednim stymulatorem nauczania rachunku w akademiach wojskowych.

## Życiorys
Robins urodził się w Bath, w rodzinie kwakrów, jako jedyne dziecko Johna Robinsa i jego żony Sarah (z domu Broughton). Jako że jego rodzice byli biednymi ludźmi, otrzymał bardzo ograniczone wykształcenie, prawdopodobnie matematyki uczył się bez pomocy nauczycieli. Za radą Dr Henry’ego Pembertona, który dostrzegł talenty Robinsa, przeprowadził się do Londynu, gdzie przez pewien czas utrzymywał się z nauczania matematyki, lecz wkrótce potem poświęcił się inżynierii i badaniom dotyczącym fortyfikacji.
W 1749 roku został mianowany generałem inżynierem w Kompanii Wschodnioindyjskiej i wyjechał nadzorować odbudowę jej fortów. Jednak jego zdrowie wkrótce podupadło. Zmarł niedaleko Cuddalore w Fort St David w Indiach.

## Osiągnięcia naukowe
Szczególne wkład dla nauki miały prowadzone przez niego rozległe serie eksperymentów balistycznych, których wyniki zebrał w sławnym traktacie pt. „Nowe Zasady w Artylerii” (New Principles in Gunnery) z 1742 roku, zawierającym m.in. opis jego wahadła balistycznego.
Ponadto wykonał pewną liczbę ważnych eksperymentów dotyczących zależności oporu powietrza w ruchu pocisków oraz siły prochu. Dokonał porównań swojej teorii z wynikami eksperymentalnych pomiarów zakresów strzałów z moździerzy i armat, czego efektem były praktyczne maksymy w dowodzeniu artylerią. Poczynił również obserwacje w zakresie lotu rakiet i opisał korzyści płynące z gwintowania lufy.
W 1747 roku Towarzystwo Królewskie, którego był członkiem od 	1727, przyznało mu Medal Copleya za jego badania nad balistyką.
Jego prace zostały opublikowane w dwóch tomach w 1761 roku. Tłumaczenia prac nad balistyką dokonał na język niemiecki Leonhard Euler, który dodał w nich swoje krytyczne uwagi.

## Działalność polityczna
Oprócz swej pracy naukowej, Robins był aktywnie zaangażowany politycznie. Pisał pamflety wspierając opozycję wobec sir Roberta Walpolea, był także sekretarzem komisji powoływanej przez Izbę Gmin do zbadania działań tego ministra. Napisał również wstęp do „Raportu z postępowania Narady Sztabu Generalnego z przesłuchania gen. Johna Copea” (Report on the Proceedings of the Board of General Officers on their Examination into the Conduct of Lieutenant-General sir John Cope).